# Lleó I d'Armènia
Lleó I o Levond I (armeni: Լեիոն Ա) (mort el 14 de febrer del 1140) fou príncep del Regne Armeni de Cilícia, de la dinastia rubènida. Va succeir el seu nebot Constantí II d'Armènia Menor el 1129, al qual va enverinar per apartar-lo del poder.

## Primers anys
Lleó era el fill menor del príncep Constantí I i és probable que la seva mare fos neta del general romà d'Orient Bardes Focas.
Quan el seu pare morí, el seu germà Toros I el succeí; mentre que Lleó devia estar al govern de la zona oriental de les muntanyes. En una data desconeguda, entre els anys 1100 i 1103, el comte Balduí II d'Edessa donà en matrimoni la seva germana a Lleó,però segons alguns autors podria no ser la germana del comte sinó la seva cunyada, filla de l'armeni Gabriel de Melitene.
El 1111, el soldà Malik-Xah d'Iconi penetrà en territoris d'Armènia i dos dels generals armenis moriren en batalla. Lleó llançà en revenja un dur atac contra els seljúcides i els obligà a recular. El 1118, el seu germà li encomanà comandar un contingent en suport del príncep Roger d'Antioquia en la batalla d'Azaz.
Toros I morí el 1129 (o el 1130), i el seu fill Constantí II morí pocs mesos després durant una intriga a palau, que alguns autors atribueixen a Lleó. Altres autors (per exemple, Jacob G. Ghazarian, Vahan M. Kurkjian) suggereixen que Thoros I morí sense descendència masculina legítima i que per això fou succeït directament per Lleó.

## Conquestes
El febrer del 1130 el príncep Bohemon II entrà per recuperar Anazarb, antiga possessió d'Antioquia que Toros I li havia pres, i Lleó I baixà amb el seu exèrcit seguint el riu Ceyhan al seu encontre. Bohemon s'alarmà demanà suport al turc Amir Ghazi, el qual anà amb un exèrcit i començà a massacrar els armenis, però tot seguit l'exèrcit romà d'Orient enviat per Joan II Comnè atacà els turcs i aquest no pogueren mantenir la possessió d'Anazarb, que continuà sent territori armeni.
En els anys següent, Lleó va continuar l'obra dels seus predecessors i va ampliar territori cap al sud. Primer va conquerir Còricos i vers el 1132 va conquerir Mamistra (Missis i Mopsuèstia), Adana i Tars, és a dir les tres principals ciutats de la plana de Cilícia. Però no fou un domini fort, ja que a les seves costes arribaren pirates i alguns es refugiaren per les muntanyes.
El 1135 va ocupar Sarvandikar, cosa a la qual s'oposava el nou príncep d'Antioquia, Ramon, que la volia per a ell i tanmateix aspirava a dominar la plana de Cilícia. El 1136, Balduí de Maraix, al servei de Joscelí II d'Edessa convencé Lleó d'entrevistar-se amb Ramon per negociar un acord. Llavors el príncep d'Antioquia el va fer presoner a traïció i va demanar un rescat de seixanta mil peces d'or més l'entrega de Saravandikar, Mamistra, i Adana, juntament a la promesa d'ajut contra l'emperador Joan II Comnè.
En absència de Lleó, els seus tres fills es barallaren: el primogènit, Constantí, fou finalment capturat i cegat pels seus germans. Mentrestant, l'emir dels danixmendites, Mohammed II ibn Ghazi, envaí Cilícia i destruí les collites. Abatut per aquests desastres Lleó acceptà les condicions del príncep Ramon, però una vegada alliberat tornà a l'ofensiva, per recuperar les ciutats que havia donat al Principat d'Antioquia. Joscelí II d'Edessa va fer de mediador entre els dos estats per posar fi al conflicte (1137), cosa que va accelerar l'arribada d'un exèrcit dirigit per Joan II Comnè, que també reclamava aquest territori, contra el qual s'aliaren els armenis i els d'Antioquia.

## Guerra amb els romans d'Orient
La primavera del 1137 els romans d'Orient van ocupar Selèucia del Tigris, Còricos, Tars, Mamistra, Adana, Hamduna. Lleó refiava que podria resistir a Anazarbe, però la fortalesa es donà per vençuda després de 37 dies de setge el mes de juliol. Lleó es va retirar cap a les muntanyes del nord amb la seva segona dona i els fills. Gaban i Vahka van ser ocupades pels romans d'Orient el 1138 i Lleó fou fet presoner i enviat a Constantinoble. Els seus fills d'un primer matrimoni es van refugiar a Edessa i els fills del segon matrimoni, i la dona, foren portats també presos a la capital romana d'Orient. La data de la mort varia segons els autors i seria no abans del 14 de febrer del 1140 o el 1142. Forces fidels a Lleó van recuperar Vahka per un temps el 1139.

## Matrimonis i descendència
Es va casar amb primeres noces amb Beatriu de Rethel amb la qual va tenir quatre fills: una filla de nom desconegut casada amb Vasil Tgha senyor de Kaisun, Raban i Rumqala fins al 1116; Constantí que va morir a Edessa abans del 1144; Esteve, mort el 1165, nominal successor; i Mleh, mort el 1175.
La segona dona era probablement una dama armènia, el nom de la qual no es coneix, i li va donar tres filles i dos fills, la filla gran fou la mare de Tomàs, que fou regent d'Armènia per compte de Rupen II el 1168-1169; la segona es va casar amb Joan Tzelepes Comnè; el fill gran fou Rupen que va morir el [1141] a Constantinoble després de ser cegat pels romans d'Orient que tenien por que pogués tornar al país; el segon fill fou Toros II; i la filla menor es va casar amb un membre de la casa de Bouillon, el senyor de Bagras, i fou mare de Folc de Bouillon senyor de Bagras.